# Ringkrage (ört)
Ringkrage eller oxöga (Chrysanthemum carinatum) är en korgblommig ört från medelhavsområdet, i Sverige odlad som ettårig trädgårdsväxt. Den liknar prästkragen men förekommer i flera färger och strålblommorna har ofta röda baser, som tillsammans bildar en röd ring kring disken. Den växer också som ett ogräs i Kalifornien.